# Musellifer delamarei
Musellifer delamarei is een buikharige uit de familie Muselliferidae. Het dier komt uit het geslacht Musellifer. Musellifer delamarei werd in 1968 voor het eerst wetenschappelijk beschreven door Renaud-Mornant. 